# سعيد فرج
سعيد فرج حسن فاضل، لاعب كرة قدم عماني سابق، مثل المنتخب العماني في كافه المحافل العالمية الآسيوية، الرسمية والودية لما يقارب العشر سنوات وله العديد من الانجازات.

## الإنجازات الفردية
- أفضل لاعب صاعد في عمان موسم 85م مع نادي صلاله (الهلال).
- هداف دوري الدرجة الأولى مع نادي صلاله (الهلال) ب 40 هدف رقم قياسي موسم 85م.
- هداف الدوري الدرجة الأولى مع نادي صلاله برصيد 24 هدف موسم 87/86م.
- أفضل لاعب في دوري العماني الممتاز مع صلاله موسم 91/92م.
- هداف الدوري العماني الممتاز مع نادي ظفار 96/97م.
- أفصل لاعب في السلطنة موسم 96/97م.
- ثاني هدافي بطولة مجلس التعاون برصيد 3 اهداف موسم 95 م بعد الاسطوره ماجد عبد الله السعودي.

## الإنجازات مع الأندية
- بطل الدوري الدرجة الأولى مع نادي صلاله.
- بطل الدوري مع نادي ظفار في موسم 98/99م.
- حقق المركز الثاني مع نادي ظفار في بطوله أندية مجلس التعاون للاندية 95م.
- وصيف هدافي الدوري في أكثر من مناسبه مع نادي ظفار خلال المواسم من 95 إلى 99م.
- الوصول إلى نصف نهائي بطوله الكأس مع نادي صلالة (الهلال) موسم 89/90م، كذلك أكثر من ثلاث مرات مع نادي ظفار.
- شارك في بطولة الاتحاد الآسيوي للأندية مع ظفار عام 99م.

## مشاركاته في المنتخب
- شارك مع المنتخب العماني في تصفيات الآسيوية للشباب وأحرز هدفين.
- شارك في تصفيات الآسيوية لكأس العالم مع المنتخب العماني عام 90م. * شارك في بطولة كأس الخليج الثامنة التي أقيمت في البحرين وأحرز هدف ضد المنتخب العراقي 86م.
- شارك مع المنتخب العماني في بطولة خليجي أحد عشر في قطر 92 م.
- شارك مع المنتخب العماني في بطولة مرديكا الدولية في ماليزيا.
- شارك مع المنتخب العماني في بطولة ملك تايلند.

وتغيب سعيد فرج عن مشاركة منتخب بلاده في كأس الخليج التاسعة والعاشرة والثانية عشر والثالة عشر بسبب الإصابات.